# Chr. Sønderby
Christen Christensen Sønderby (født 2. april 1828 i Sønderby i Stauning Sogn, død 3. november 1885 på Aarhus Sindssygehospital) var en dansk gårdmand og politiker. Han var medlem af Folketinget fra 1854 til 1858.

## Levned
Sønderby blev født i Stauning Sogn vest for Skjern i 1828 som søn af gårdejer Chr. Christensen og hustru Mette Jensdatter. Han blev lokalt kaldt Kræn Sønderby eller Chræ Chrænsen
Sønderby var soldat i Treårskrigen og deltog i Slaget på Isted Hede i 1850. Han overtog sin fødegård i 1852 og købte Tarm Kro i 1857, men gik konkurs i 1858. I 1859 blev han konstitueret lærer og kirkesanger i Nørre Vium mellem Skjern og Herning. Han blev fastansat i 1865 og havde stillingen til 1874 hvor han blev afskediget.
Han havde ingen læreruddannelse, men var selvlært. Han behandlede knoglebrud og forvridninger i mange år, også uden nogen sundhedsfaglig uddannelse.
Sønderby var gift to gange. Han blev gift første gang i 1853 med Christiane Madsen (1833-1863). Efter hun døde giftede han sig anden gang i 1864 med Kirsten Poulsen (født 1842). Han fik 4 børn med Christiane og 5 børn med Kirsten.
Sønderby blev psykisk syg og var indlagt på Aarhus Sindssygehospital flere gange. Han døde på sygehuset i 1885.

## Politisk virke og tillidsposter
Chr. Sønderby blev i 1849 bestyrelsesmedlem i en lokal brandforsikringsforening. Han redigerede bladet Almenheden i 1854-1855 og var formand for Balling Herredsforening i de samme år.
Han stillede op til folketingsvalget i maj 1853 i Skjernkredsen, men trak sig igen før valghandlingen begyndte. Han blev imidlertid valgt ved kåring i kredsen ved både folketingsvalget 1854 og folketingsvalget 1855. Konkursen i 1857 betød, at han mistede valgbarhed, så han ikke kunne genopstille ved folketingsvalget 1855. Politisk var Sønderby venstremand.